# Erna Wüsthoff
Erna Wüsthoff (* 14. September 1926; † 1997) war eine deutsche Badmintonspielerin. 

## Karriere
Erna Wüsthoff erkämpfte sich 1954 bei den deutschen Einzelmeisterschaften Bronze im Damendoppel mit Irmgard Ehle. 1955 wurde sie Meisterin im Doppel mit Ehle, während es 1956 und 1967 nur zu Silber reichte. Bronze gewann sie im Dameneinzel 1955. 1957 wurde sie Mixed-Meisterin mit Hans Eschweiler und belegte Platz drei bei den German Open.

## Sportliche Erfolge
| Saison    | Veranstaltung                               | Disziplin   | Platz | Name                                                          |
| --------- | ------------------------------------------- | ----------- | ----- | ------------------------------------------------------------- |
| 1953/1954 | Westdeutsche Einzelmeisterschaft            | Damendoppel | 1     | Irmgard Ehle / Erna Wüsthoff (Ohligser TV)                    |
| 1953/1954 | Deutsche Einzelmeisterschaft                | Dameneinzel | 4     | Erna Wüsthoff (OBC 88 Ohligs)                                 |
| 1953/1954 | Deutsche Einzelmeisterschaft                | Damendoppel | 3     | Erna Wüsthoff / Irmgard Ehle (OBC 88 Ohligs)                  |
| 1954/1955 | Westdeutsche Einzelmeisterschaft            | Damendoppel | 1     | Irmgard Ehle / Erna Wüsthoff (Ohligser TV)                    |
| 1954/1955 | Deutsche Einzelmeisterschaft                | Damendoppel | 1     | Erna Wüsthoff / Irmgard Ehle (OBC 88 Ohligs)                  |
| 1954/1955 | Deutsche Einzelmeisterschaft                | Dameneinzel | 3     | Erna Wüsthoff (OBC 88 Ohligs)                                 |
| 1955/1956 | Deutsche Einzelmeisterschaft                | Damendoppel | 2     | Irmgard Ehle / Erna Wüsthoff (OBC 88 Ohligs)                  |
| 1956/1957 | Westdeutsche Einzelmeisterschaft            | Damendoppel | 1     | Irmgard Ehle / Erna Wüsthoff (Ohligser TV)                    |
| 1956/1957 | Deutsche Einzelmeisterschaft                | Damendoppel | 2     | Irmgard Ehle / Erna Wüsthoff (OBC 88 Ohligs)                  |
| 1956/1957 | Deutsche Einzelmeisterschaft                | Mixed       | 1     | Hans Eschweiler / Erna Wüsthoff (1. DBC Bonn / OBC 88 Ohligs) |
| 1956/1957 | Deutschland: Internationale Meisterschaften | Damendoppel | 3     | Irmgard Ehle / Erna Wüsthoff                                  |